# Pterolophia hiekei
Pterolophia hiekei là một loài bọ cánh cứng trong họ Cerambycidae.